# 北京语言大学
39°59′40″N 116°20′46″E / 39.994445°N 116.346134°E

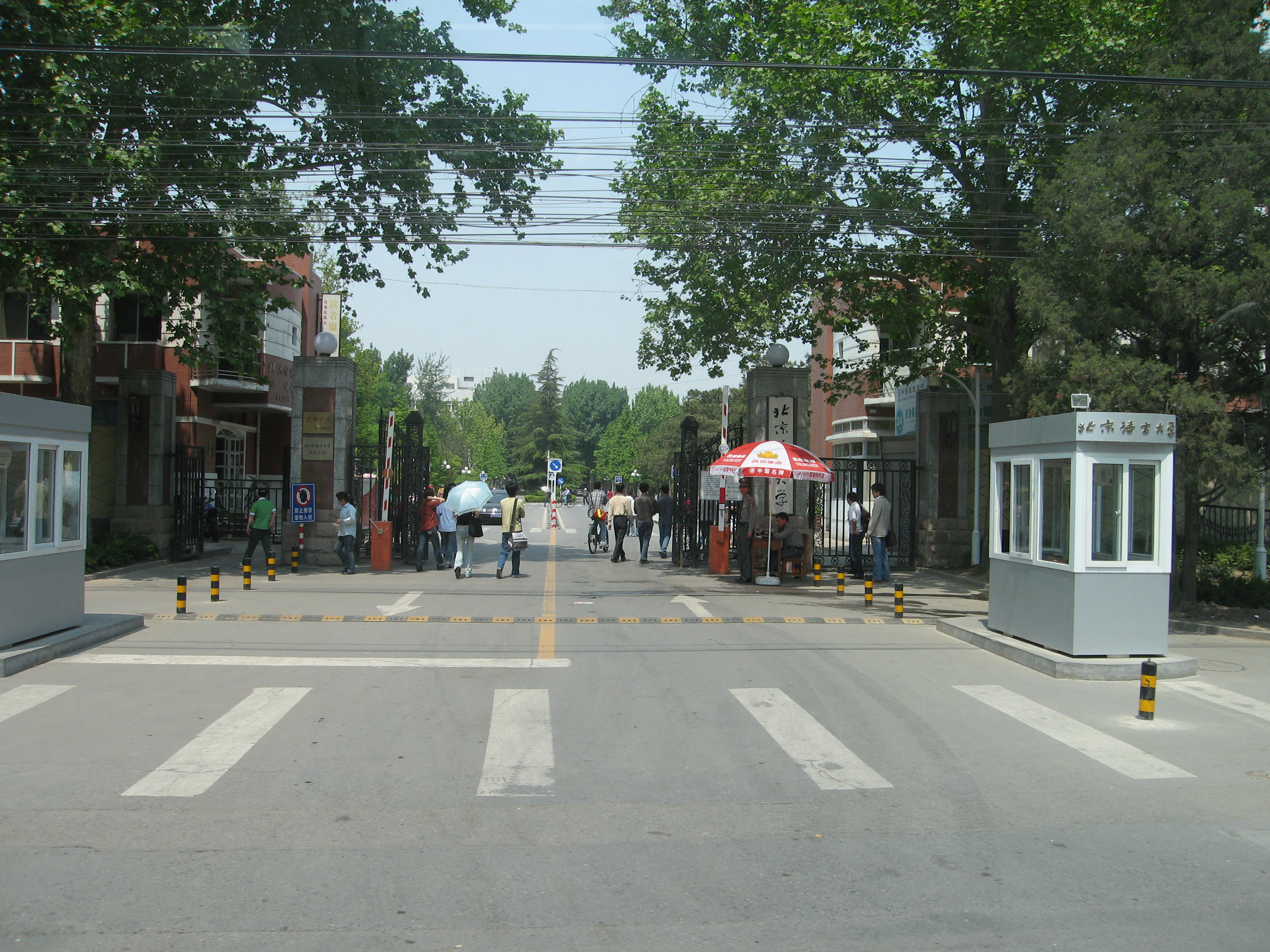
校園 - 南門（2006年）

北京语言大学，简称北语，成立于1962年，是中华人民共和国教育部直属高等院校，中国唯一一所以对外汉语为主要特点的高等院校，其前身为北京语言学院。

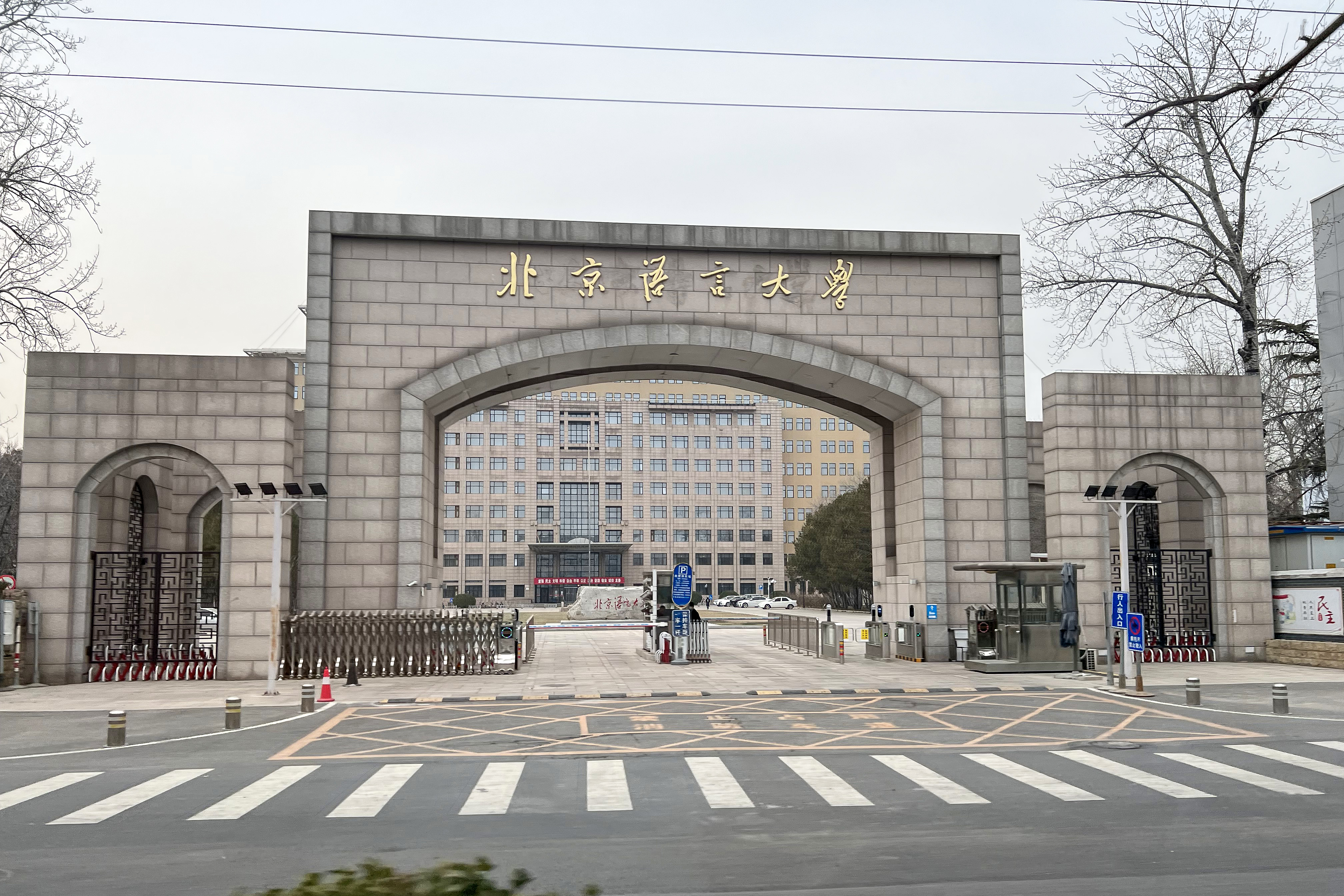
北京语言大学东门

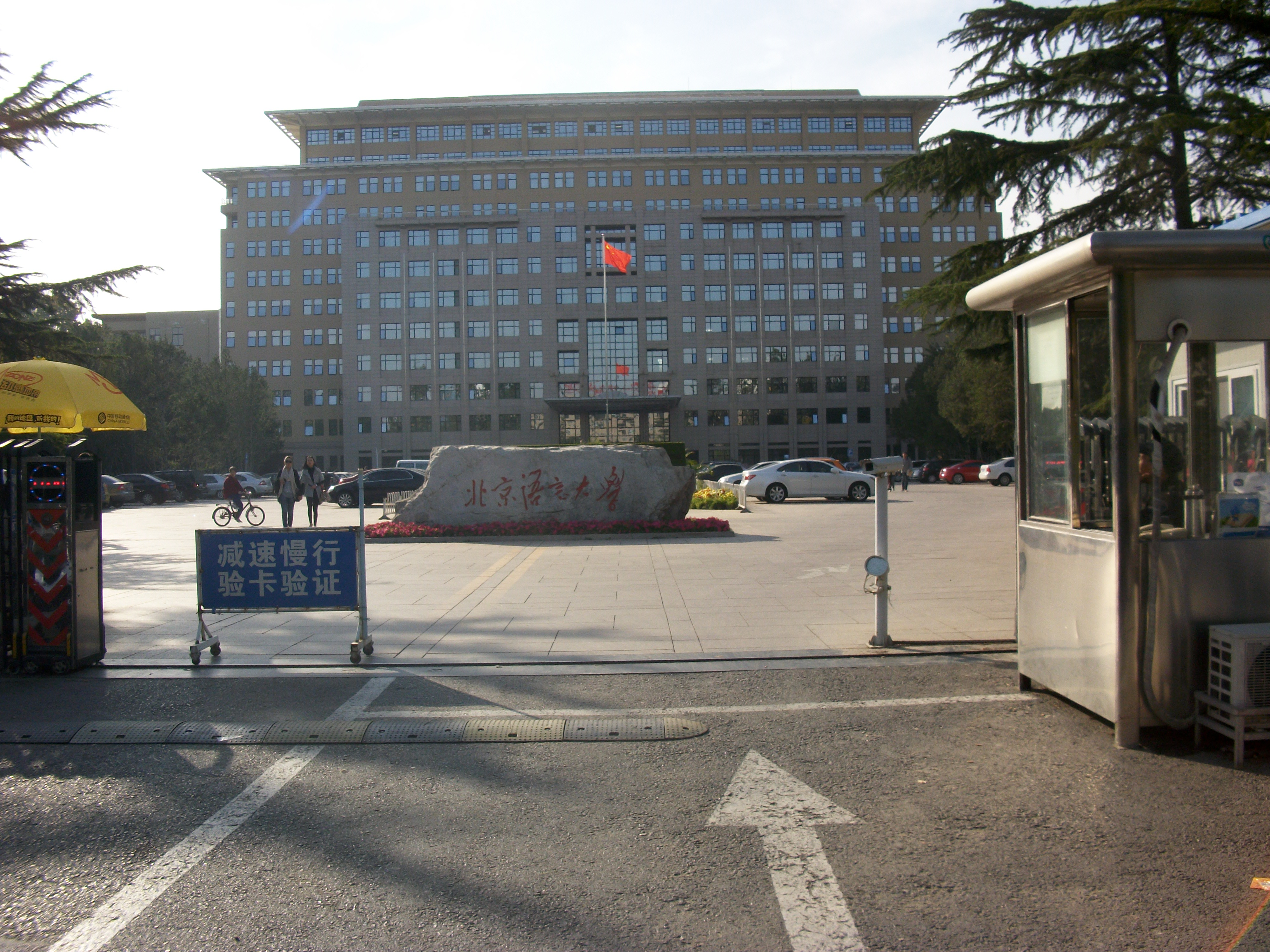
北京语言大学东门（2010年）

目前，北京语言大学的外国学生人数与中国学生人数不相上下，该校不仅拥有中国国内人数最多的韩国和日本留学生群体，还有大批来自西方国家、中东地区以及非洲的留学生，非常国际化，被誉为“小联合国”。以非汉语母语为对象的汉语水平考试（HSK）的考试中心曾设于该校。

## 歷史
1962年，在周恩来关照下，外国留学生高等预备学校创办。
1964年6月，正式更名为北京语言学院，郭沫若为学校题写校名。
文化大革命开始后，北京语言学院停办，人员划入北京第二外国语学院。1972年10月，周恩来批示恢复北京语言学院，选定原北京矿业学院校址为北京语言学院校址。
1978年暑期，接受法国28名短期学习汉语的留学生，是中国举办短期汉语教学的开始。
1981年10月，北京语言学院电教中心摄制完成中国第一部对外汉语教学的电视录像片《中国话》。
1984年北京语言学院受教育部委托开始研制中国汉语水平考试（HSK）考试。
1989年北京语言学院成立汉语水平考试中心。1990年中国汉语水平考试通过专家鉴定，并正式实施。1991年中国汉语水平考试推向海外。1992年国家教委第21号令确定其为国家级考试。
1996年6月，北京语言学院改名为北京语言文化大学。
2002年7月，北京语言文化大学将名称简化为北京语言大学，外文名称保持不变。

## 校名
1964年，学校更名为北京语言学院，郭沫若为学校题写校名。
1974年9月9日，毛泽东为学校题写校名，是其最后一次为高校题写校名。因此，学校将9月9日定为校庆日。但毛的题字并未广泛使用，郭的题字被学校长期使用。
1996年，学校更名北京语言文化大学后，学校在原有郭体题字上另集“文”、“化”、“大”三字，继续使用。
2002年，校名简化为北京语言大学后，删去集来的“文化”二字，继续使用郭体。期间，毛体题字的石碑在校内摆放。
2022年，为迎接60周年校庆，学校在毛泽东亲笔题字基础上另集“大”字，将校名题字更换为毛体。

## 院系设置[11]
- 汉语国际教育学部
- 外国语学部
- 教师教育学院
- 文学院
- 国际关系学院
- 新闻传播学院
- 信息科学学院
- 商学院
- 马克思主义学院
- 艺术学院
- 语言康复学院
- 语言学系
- 心理学院
- 培训学院
- 网络教育学院
- 体育教学部
- 国际学院
- 汉语国际教育研究院
- 语言科学院
- 中华文化研究院
- 语言资源高精尖创新中心
- 一带一路研究院
- 国际学生教育政策与评价研究院
- 经济研究院
- 中国书法国际传播研究院
- 语言认知科学学科创新引智基地
- 教材研究院
- 国际语言服务研究院（国家语言服务出口基地）

## 设置专业

### 本科专业[12]
| 序号                                         | 专业名称           | 开设时间                                     |
| 1                                            | 汉语言             | 1975年                                       |
| 1                                            | 汉语言             | 招收留学生                                   |
| 2                                            | 英语               | 1964年                                       |
| 3                                            | 法语               | 1964年                                       |
| 4                                            | 日语               | 1993年                                       |
| 5                                            | 汉语国际教育       | 1985年，2012年由对外汉语专业更名，招收留学生 |
| 6                                            | 阿拉伯语           | 1988年                                       |
| 7                                            | 西班牙语           | 1964年、1965年招收两届，1994年恢复招生       |
| 8                                            | 朝鲜语             | 1995年                                       |
| 9                                            | 汉语言文学         | 2000年                                       |
| 10                                           | 计算机科学与技术   | 2000年                                       |
| 11                                           | 金融学             | 2001年                                       |
| 12                                           | 德语               | 2002年                                       |
| 13                                           | 绘画               | 2003年                                       |
| 14                                           | 信息管理与信息系统 | 2003年，2018年更改为工学                     |
| 15                                           | 会计学             | 2005年                                       |
| 16                                           | 国际经济与贸易     | 2007年                                       |
| 17                                           | 国际政治           | 2007年                                       |
| 18                                           | 翻译               | 2008年                                       |
| 18                                           | 翻译               | 招收中国本科生及留学生                       |
| 19                                           | 新闻学             | 2008年                                       |
| 20                                           | 数字媒体技术       | 2009年                                       |
| 21                                           | 意大利语           | 2009年                                       |
| 22                                           | 葡萄牙语           | 2010年                                       |
| 23                                           | 国际事务与国际关系 | 2011年，2012年国际文化交流专业更名           |
| 24                                           | 人力资源管理       | 2011年                                       |
| 25                                           | 俄语               | 2013年，2014年开始招生                       |
| 26                                           | 财务管理           | 2014年                                       |
| 27                                           | 特殊教育           | 2014年                                       |
| 28                                           | 音乐学             | 2015年                                       |
| 29                                           | 书法学             | 2015年                                       |
| 30                                           | 土耳其语           | 2016年                                       |
| 31                                           | 印度尼西亚语       | 2019年                                       |
| 32                                           | 罗马尼亚语         | 2019年                                       |
| 33                                           | 语言学             | 2019年                                       |
| 34                                           | 商务英语           | 2020年                                       |
| 35                                           | 网络与新媒体       | 2020年                                       |
| 36                                           | 心理学             | 2020年                                       |
| 37                                           | 经济学             | 2020年                                       |
| 38                                           | 波斯语             | 2021年                                       |
| 39                                           | 人工智能           | 2021年                                       |
| 原有中国语言文化专业，1997年开设，2012年撤销 |                    |                                              |

### 硕士专业
- 汉语言文字学
- 语言学及应用语言学
- 外国语言学及应用语言学
- 课程与教学论
- 专门史
- 文艺学
- 中国古代文学
- 中国现当代文学
- 世界文学与比较文学
- 中国古典文献学
- 国际政治
- 思想政治教育
- 基础心理学
- 少数民族语言文学
- 英语语言文学
- 法语语言文学
- 日语语言文学
- 西班牙语言文学
- 阿拉伯语言文学
- 亚非语言文学
- 计算机应用技术
- 会计专业硕士

### 博士专业
- 语言学及应用语言学
- 世界文学和比较文学
- 中国古代文学
- 中国现当代文学
- 中国古典文献学
- 汉语言文字学

## 历任校长
- 王亦山（1962 - 1974）
- 苏林（1974 - 1979）
- 温建平（1979 - 1983）
- 吕必松（1983 - 1989）
- 杨庆华（1989 - 1999）
- 曲德林（1999 - 2005）
- 崔希亮（2005 - 2017）
- 刘利（2017-2023）[13]
- 段鹏（2023-）

## 争议

### 豆瓣书评事件
2021年3月16日，北京语言大学研一学生高晗在豆瓣平台上对由韩烨翻译的乌拉圭文学作品《休战》（作者：马里奥·贝内德蒂）给予二星差评，高晗在该评论中称“机翻痕迹严重”，而韓燁則對此表示不滿，同為西語譯者的汪天艾也表達了支持韓燁的觀點。之后，自稱韓燁朋友的中山大學中文系特聘副研究員楊君寧向高晗所在學校北京語言大學進行舉報，認為高晗的行為構成誹謗，要求高晗道歉。3月27日，高晗發佈道歉聲明，並刪除相關豆瓣短評。其後，豆瓣上有大批网民認為向學生施壓強迫道歉的行為十分不道德，並对韩烨翻译的《休战》集中给予一星差评以表示抗议。从3月16日高晗评价时《休战》豆瓣评分9.3，到3月28日豆瓣词条锁分前，《休战》的评分已经跌至3.6分。截至2021年3月31日，豆瓣仍未重启该书的评论功能。此次事件引来社会各界的强烈谴责，對此新民晚報記者吳翔認為，舉報者的這種行為有待商榷，隨著差評的重要程度日益增加，因為打差評而深受困擾的民眾也比比皆是，批評是民眾的權利，不應遭到踐踏。